# پراید تورنتو
پراید تورنتو (انگلیسی: Pride Toronto) رویدادی سالانه است که در ماه ژوئن هر ساله در تورنتو، انتاریو، کانادا برگزار می‌شود. جشنی از تنوع جامعه دگرباشان جنسی ال‌جی‌بی‌تی در منطقه کلان‌شهر تورنتو، این یکی از بزرگ‌ترین جشنواره‌های افتخار به همجنس‌گرایی سازمان‌یافته در جهان است که دارای چندین صحنه با اجرای زنده و دی‌جی، چندین مکان دارای مجوز، یک راهپیمایی بزرگ و رژه افتخار است.